# Botna
La Botna (en ukrainien : Ботна, en roumain : Botna) est une rivière de Moldavie et un affluent droit du Dniestr. Avec une longueur de 152 kilomètres, c'est le sixième plus long cours d'eau de Moldavie.

## Géographie
La Botna prend sa source sur le territoire du Raion de Strășeni, entre les villages Stejăreni et Horodca. Elle traverse des villages tels que Ulmu, Văsieni, Ruseştii Noi, Salcuta et d'autres. De la source au village de Salcuta, le cours de la rivière est dirigé vers le sud-est, puis il se dirige vers le nord-est. Son embouchure se trouve entre les villages Merenești et Chițcani dans le Raion de Slobozia.

## Source
- Grande Encyclopédie soviétique